# Junior Stanislas
Junior Stanislas, właśc. Felix Junior Stanislas (ur. 26 listopada 1989 w Londynie) – angielski piłkarz grający na pozycji lewoskrzydłowego w Bournemouth.

## Kariera klubowa
Stanislas urodził się w londyńskiej dzielnicy Kidbrooke. W wieku dziesięciu lat dołączył do juniorów miejscowego West Hamu. Latem 2008 roku angielski napastnik został włączony do kadry The Hammers na zbliżający się sezon 2008/09, jednak już 27 listopada został wypożyczony na sześć tygodni do występującego w Football League One Southend United. W trzecioligowym zespole zadebiutował już dwa dni później - 29 listopada - w meczu rozegranym w ramach Pucharu Anglii z Luton Town. W tym spotkaniu strzelił dwa gole, czym zapewnił swojej drużynie awans do dalszej rundy rozgrywek. Do drużyny Młotów powrócił 19 stycznia 2009 roku. We wszystkich rozgrywkach w barwach Southend rozegrał dziewięć meczów i strzelił w nich trzy gole. Stanislas swój debiut w West Hamie i zarówno w Premier League zaliczył 16 marca 2009 roku zmieniając Savio w drugiej połowie zremisowanego 0:0 meczu z West Bromwich Albion. Swojego pierwszego gola dla londyńskiej drużyny strzelił już w następnym spotkaniu - 4 kwietnia - z Sunderlandem. 24 maja 2009 roku Stanislas w 58. minucie meczu z Middlesbrough FC strzelił gola, który zapewnił jego drużynie zwycięstwo, a Boro przez to trafienie spadło z Premier League do Football League Championship. Ostatecznie Anglik wraz ze swoim zespołem zajął w sezonie 2008/2009 9. miejsce w lidze, wystąpił w dziewięciu meczach i strzelił w nich dwa gole.
31 sierpnia 2011 podpisał trzyletni kontrakt z Burnley.

## Kariera reprezentacyjna
Stanislas jest młodzieżowym reprezentantem Anglii. W 2007 roku wystąpił w jednym meczu kadry U-19. 31 marca 2009 roku zadebiutował w zespole U-20, grając w wygranym 2:0 meczu z Włochami.

## Statystyki

### Klubowe
Stan na 21 maja 2019 roku
| Sezon   | Klub            | Rozgrywki      | Liga    | Liga | Puchary krajowe | Puchary krajowe | Puchary europejskie | Puchary europejskie | Łącznie | Łącznie |
| Sezon   | Klub            | Rozgrywki      | Występy | Gole | Występy         | Gole            | Występy             | Gole                | Występy | Gole    |
| ------- | --------------- | -------------- | ------- | ---- | --------------- | --------------- | ------------------- | ------------------- | ------- | ------- |
| 2008/09 | West Ham United | Premier League | 9       | 2    | 0               | 0               | 0                   | 0                   | 9       | 2       |
| 2008/09 | Southend        | League One     | 6       | 1    | 3               | 2               | 0                   | 0                   | 9       | 3       |
| 2009/10 | West Ham United | Premier League | 26      | 2    | 2               | 2               | 0                   | 0                   | 28      | 4       |
| 2010/11 | West Ham United | Premier League | 6       | 1    | 2               | 0               | 0                   | 0                   | 8       | 1       |
| 2011/12 | West Ham United | Championship   | 1       | 0    | 1               | 1               | 0                   | 0                   | 2       | 1       |
| 2011/12 | Burnley         | Championship   | 39      | 2    | 3               | 0               | 0                   | 0                   | 42      | 2       |
| 2012/13 | Burnley         | Championship   | 35      | 5    | 2               | 0               | 0                   | 0                   | 37      | 5       |
| 2013/14 | Burnley         | Championship   | 27      | 2    | 5               | 1               | 0                   | 0                   | 32      | 3       |
| 2014/15 | Bournemouth     | Championship   | 13      | 1    | 7               | 0               | 0                   | 0                   | 20      | 1       |
| 2015/16 | Bournemouth     | Premier League | 21      | 3    | 4               | 2               | 0                   | 0                   | 25      | 5       |
| 2016/17 | Bournemouth     | Premier League | 21      | 6    | 1               | 0               | 0                   | 0                   | 22      | 6       |
| 2017/18 | Bournemouth     | Premier League | 19      | 5    | 1               | 0               | 0                   | 0                   | 20      | 5       |
| 2018/19 | Bournemouth     | Premier League | 23      | 2    | 4               | 2               | 0                   | 0                   | 27      | 5       |
|         |                 | Łącznie        | 246     | 32   | 35              | 10              | 0                   | 0                   | 281     | 43      |